# Земонго
Заповедник Земонго — фаунистический заповедник в Центральноафриканской Республике, административный район Верхнее Мбому.
9 июня 1925 года открыт как охотничий заповедник. В 1939 году охота была отменена, однако в южном секторе в 1980—1981 годах охота продолжалась.
Заповедник расположен на дальнем востоке страны, на границе с Суданом. 6°10' — 7°28' сев. широты, 24°40'-26°00' вост. долг. Высота от 655 м до 865 м над уровнем моря.
Площадь 1 367 449 га, в том числе 172 000 га затопленных лесов. Климат: тропический. В год бывает два сезона: дождей, один с мая по июнь и второй с октября по ноябрь и два засушливых сезона, один с ноября по май и второй с июня по октябрь. Летом господствует «Харматан», жаркий, сухой, пыльный ветер, который дует из Сахары. Среднегодовое количество осадков: 1412 мм.
Территория заповедника представляет собой плоскую равнину, которая в основном безводна в сухой сезон, хотя она лежит между реками Воводо и Гоангоа, её пересекает река Бита. Почвы песчаные.
Растительность: леса — 70 %, саванна — 29 %.
Фауна: слоны, чёрные носороги, антилопы, гепарды, леопарды, львы, гиены, жирафы, козлы, обезьяны, выдры, шакалы, дикобразы, сервалы, ящеры, ежи, мангусты, хорьки, свиньи, зайцы, лягушки, дикие собаки.
Птицы: голуби, кукушковые, зимородки, бородатковые, дятлы, мухоловковые, дронговые, нектарница, малибус и другие.
Имеется браконьерство, территория плохо охраняется. Вокруг заповедника расположены плотно заселённые районы.